# Ludwik Franciszek de Bourbon-Conti
Ludwik Franciszek de Bourbon-Conti (fr. Louis François I de Bourbon, ur. 13 sierpnia 1717 w Paryżu, zm. 2 sierpnia 1776 w L’Isle-Adam) – książę Conti od 1727.
Syn Ludwika Armanda, księcia Conti, i Ludwiki Elżbiety de Bourbon-Condé, wnuczki króla Ludwika XIV. Jego siostrą była Ludwika Henrietta, księżna Orleanu.
Wstąpił do armii francuskiej i w 1741 walczył w Czechach w wojnie o sukcesję austriacką. We Włoszech został wodzem naczelnym armii i wsławił się zwycięstwami w bitwach pod Villafranca i pod Madonna dell’Olmo. W 1745 został wysłany do Niemiec, rok później trafił do Niderlandów. W 1747 odszedł z wojska z powodu konfliktu z marszałkiem Saskim.
Od 1761 był patronem kompozytora Jeana-Baptiste’a-Antoine’a Forqueray’a oraz Jana Jakuba Rousseau.

## Kandydat do tronu Polski
W 1747 grupa polskich magnatów, spodziewających się rychłej śmierci króla Augusta III, zaoferowała mu polską koronę. Jego kandydatura miała poparcie samego Ludwika XV, jednakże nie poparli jej ministrowie francuscy, ponieważ synową króla Francji była wówczas córka Augusta III - Maria Józefa Wettyn. Efektem tych sprzecznych działań było powstanie Secret du Roi, sekretnego gabinetu Ludwika XV, który bez wiedzy swoich ministrów realizował własną politykę wschodnią.
Conti pozostawał kandydatem francuskiego monarchy do polskiego tronu aż do 1755, kiedy to utracił pozycję na dworze w wyniku intryg Madame de Pompadour. W 1771 przeszedł do opozycji antykrólewskiej, posądzany był o wywołanie zamieszek w Dijon w 1775.

## Małżeństwo i potomstwo
22 stycznia 1732 ożenił się z Ludwika Dianą, córką zmarłego regenta Filipa II Orleańskiego. Ludwika Diana urodziła mu dwoje dzieci:
- Ludwika Franciszka (1734–1814), późniejszego hrabiego de La Marche i ostatniego księcia Conti,
- dziecko de Bourbon-Conti (ur. i zm. 1736).

Ze związku z Marie-Claude Gauché, madame Dailly, Ludwik Franciszek miał dwóch synów, które legitymizował w swoim testamencie:
- François Claude Fauste de Bourbon-Conti (1771–1833), nazywanego markiz Rémoville, zmarłego bezdzietnie,
- Marie François Félix de Bourbon-Conti (1772–1840), nazywanego kawalerem Hattonville.